# Jated
Jated (hebrejsky יָתֵד, doslova „Klín“, v oficiálním přepisu do angličtiny Yated) je vesnice typu mošav v Izraeli, v Jižním distriktu, v Oblastní radě Eškol.

## Geografie
Leží v nadmořské výšce 82 metrů na severozápadním okraji pouště Negev; v oblasti která byla od 2. poloviny 20. století intenzivně zúrodňována a zavlažována a ztratila charakter pouštní krajiny. Jde o zemědělsky obdělávaný pás přiléhající k pásmu Gazy a navazující na pobřežní nížinu. Jižně od tohoto sídelního pásu ovšem ostře začíná zcela aridní oblast pouštního typu zvaná Cholot Chaluca.
Obec se nachází 16 kilometrů od břehu Středozemního moře, cca 104 kilometrů jihojihozápadně od centra Tel Avivu, cca 106 kilometrů jihozápadně od historického jádra Jeruzalému a 44 kilometrů západně od města Beerševa. Jated obývají Židé, přičemž osídlení v tomto regionu je etnicky převážně židovské. 5 kilometrů severozápadním směrem ale začíná pásmo Gazy s početnou arabskou (palestinskou) populací. 5 kilometrů na západ leží izraelsko-egyptská hranice.
Jated je na dopravní síť napojen pomocí místních komunikací, které ústí do lokální silnice 232.

## Dějiny
Jated byl založen v roce 1981. Leží v kompaktním bloku zemědělských vesnic Chevel Šalom, do kterého spadají obce Avšalom, Dekel, Cholit, Jated, Jevul, Kerem Šalom, Pri Gan, Sdej Avraham, Sufa a Talmej Josef. Zakladateli byla skupina Izraelců, která se původně chtěla usídlit na Sinajském poloostrově, kde tehdy vznikaly izraelské osady. Poté, co byla Sinaj v důsledku podpisu egyptsko-izraelské mírové smlouvy vrácena Egyptu a tamní židovské osady zrušeny, rozhodli se změnit své plány a zbudovali svou vesnici ve vlastním Izraeli, v nynější lokalitě.
V roce 2005 byla v obci Jated ubytována skupina židovských rodin vystěhovaných z vesnice Bnej Acmon, jež stávala v bloku izraelských osad Guš Katif v pásmu Gazy a která byla v roce 2005 vyklizena v rámci plánu jednostranného stažení. Tito vysídlenci z Gazy zde pobývali v provizorní čtvrti Acmona be-Jated (עצמונה ביתד) do roku 2009. Společně s osadníky z Bnej Acmon se do Jatedu přestěhovala i vojenská přípravka (mechina).
Místní ekonomika je založena na zemědělství (pěstování květin a zeleniny). V obci funguje synagoga, mikve, obchod se smíšeným zbožím a sportovní areály. Dále je tu plavecký bazén a zdravotní středisko.

## Demografie
Obyvatelstvo mošavu je smíšené, tedy sestávající ze sekulárních i nábožensky orientovaných lidí. Podle údajů z roku 2014 tvořili naprostou většinu obyvatel v Jated Židé (včetně statistické kategorie "ostatní", která zahrnuje nearabské obyvatele židovského původu ale bez formální příslušnosti k židovskému náboženství).
Jde o menší obec vesnického typu s dlouhodobě prudce rostoucí populací (zejména kvůli přistěhování osadníků z pásma Gazy), která ale po roce 2012 klesla, protože došlo k formálnímu založení samostatné vesnice Bnej Necarim pro vysídlence z Gazy. K 31. prosinci 2014 zde žilo 317 lidí. Během roku 2014 populace klesla o 19,1 %.
| Rok            | 1983 | 1995 | 2001 | 2003 | 2004 | 2005 | 2006 | 2007 | 2008 | 2009 | 2010 | 2011 | 2012 | 2013 | 2014 |
| -------------- | ---- | ---- | ---- | ---- | ---- | ---- | ---- | ---- | ---- | ---- | ---- | ---- | ---- | ---- | ---- |
| Počet obyvatel | 124  | 239  | 182  | 176  | 178  | 376  | 553  | 655  | 696  | 721  | 737  | 779  | 404  | 392  | 317  |